# Puterea Siberiei

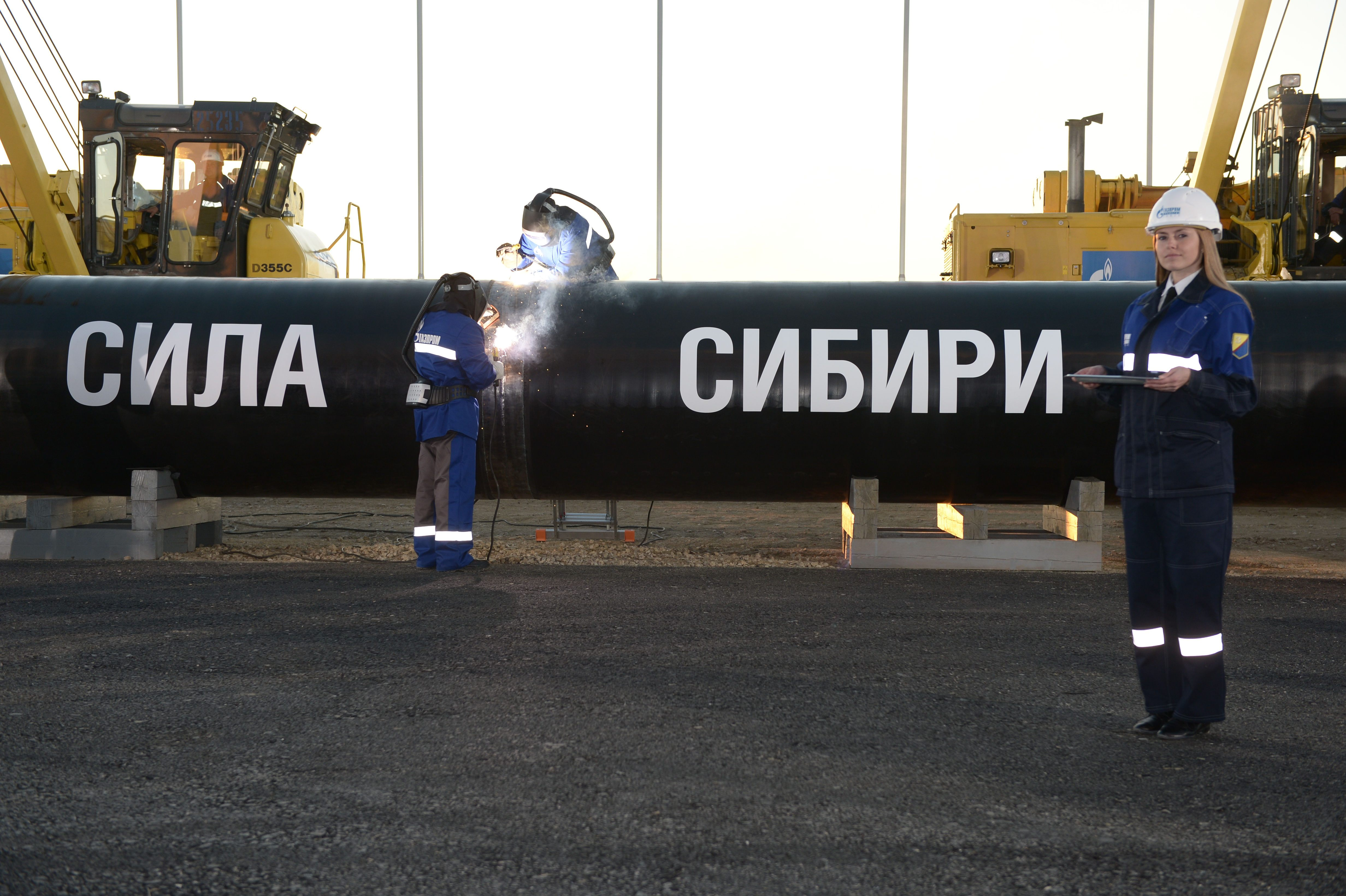
Ceremonia pentru a marca sudarea primei secțiuni a gazoductului Puterea Siberiei

Puterea Siberiei (rusă Сила Сибири, Sila Sibiri, a fost cunoscută ca conducta Iacutia–Habarovsk–Vladivostok) este o conductă de gaze naturale din Siberia de Est care transportă gaz natural de la Iacutia la Ținutul Primorie și China. Este o parte a rutei de est a gazelor din Siberia până în China. Ruta de gaz propusă spre vest spre China este cunoscută sub numele de Puterea Sibiei 2 (conducta de gaz Altai).

## Legături externe
- Site web oficial